# Велвичия
Велвичия (Welwitschia mirabilis) е растение реликт от клас Гнетови, което се среща само в южноафриканската пустиня Намиб, на територията на страните Ангола и Намибия. Пригодено е за живот при изключително тежки пустинни условия в една от най-древните пустини на Земята.

## Описание
Това растение има уникална стратегия за оцеляване: от горния край на ниското, често зарито стъбло с форма на луковица излизат листа, дълги до осем метра, чиито краища с течение на времето и с растежа умират. По листата има процепи, през които растението поема водните капки. Те се образуват в резултат на конденз от образуваната от течението Бенгела в океана мъгла. По време на дълги засушавания растението „изключва“ функциите на някои части от листата до такава степен, че изглежда мъртво, и активизира обмяната на веществата едва когато климатичните условия станат благоприятни.
Растението се класира в списъка на „Най-странни растения на земята“. Скоростта на растеж на листата за година е около 8 – 15 cm. Дълги са по около 2 – 4 m, но достигат дори и до 8 m, широки са по около един метър и лежат на земята. На допир наподобяват на кожа. Стволът е нисък. Растенията живеят по 500 – 600 години, но някои от големите екземпляри са на по 2000 години. Има типична проява на полов диморфизъм с мъжки и женски растения. За разлика от всяко друго растение растежната точка на ствола спира да расте в ранен етап. Това е причина стволът да расте нагоре и навън, далеч от оригиналния (който остава мъртъв). Този тип растеж е причина за характерната му конична форма.

## Символ
Растението представлява символ на Намибия и същевременно е защитено от местните закони. То е вмъкнато като стилизиран образ в настоящия и бившия (колониален) герб на страната.

## Галерия
- Welwitschia mirabilis – Museum specimen